# آمیل جفرسون
آمیل جفرسون (انگلیسی: Amile Jefferson؛ زادهٔ ۷ مهٔ ۱۹۹۳) بازیکن بسکتبال اهل ایالات متحده آمریکا است.
از باشگاه‌هایی که در آن بازی کرده‌است می‌توان به بسکتبال مردان دوک بلو دولز اشاره کرد.